# Solipsisme
El solipsisme, del llatí "[ego] solus ipse" (aproximadament "solament existeixo jo"), consisteix a pensar que només existeix el jo i que tota la resta, incloent-hi el món exterior o les dades dels sentits, són emanacions mentals d'aquest jo. És un cas extrem de l'idealisme i afirma que, com que no pot estar segura de la realitat del que l'envolta, la persona solament es pot refiar del propi pensament (com el cogito ergo sum de Descartes). Pel principi de la navalla d'Occam, l'explicació més simple i la que evita multiplicar conceptes sense necessitat és la més vàlida i, per tant, si únicament és fiable la pròpia existència, no cal pensar que hi hagi res extern, tot és una pura projecció de la ment, igual que un miratge o un somni (continuant així el tòpic barroc). Els altres, el cos, tot el que es relaciona amb l'espai i el temps són purs pensaments que el subjecte considera, quan li escau, com a reals.
No hi ha cap filosofia que es fonamenti sobre el solipsisme estricte; tots els pensadors admeten un mínim de realitat exterior, que suposa l'objecte de la reflexió.